# Fabulous Disaster
Fabulous Disaster es el tercer álbum de la banda estadounidense de Thrash Metal Exodus. Fue publicado el 30 de enero de 1989. En el Reino Unido salió bajo el sello de Music for Nations, mientras que en los Estados Unidos, fue lanzado por Combat Records. En 1999, fue remasterizado y reeditado por Century Media. Un video fue hecho para la canción "The Toxic Waltz", que recibió una buena aceptación y promoción en  MTV's Headbanger's Ball. Este fue el último álbum de Tom Hunting con Exodus hasta el lanzamiento del álbum en vivo Another Lesson in Violence de 1997.

## Lista de canciones
Toda la música compuesta por Gary Holt and Steve "Zetro" Souza, unless stated. 
| N.º | Título | Duración |  |

## Personal

### Exodus
- Steve "Zetro" Souza - vocals
- Gary Holt - lead and rhythm guitars
- Rick Hunolt - lead and rhythm guitars
- Rob McKillop - bass
- Tom Hunting - drums

## Production
- Arranged By Exodus
- Produced & Mixed By Gary Holt, Rick Hunolt & Marc Senesac; mix assistant: Chad Munsey
- Recorded & Engineered By Marc Senesac & David Plank
- Mastered By Bernie Grundman

## Posicionamiento
Album - Billboard (North America)
| Año  | Listas            | Posición |
| ---- | ----------------- | -------- |
| 1989 | The Billboard 200 | 82       |